# Supercup 2012 (basketbal)
De wedstrijd om de Supercup op 30 september 2012 was de eerste editie van de Supercup in het Nederlandse basketbal. Gastheer was de regerend landskampioen EiffelTowers Den Bosch uit 's-Hertogenbosch. Tegenstander was Zorg en Zekerheid Leiden uit Leiden. Leiden won voor de tweede maal de supercup. Voor de eerste keer werd de wedstrijd gewonnen door de bekerwinnaar.

## Wedstrijd
ZZ Leiden won haar tweede Supercup ooit, nadat het in het laatste kwart (13–28) het uiteindelijke verschil van 10 punten op het scorebord zette.
| 30 september 2012 15.00 Finale Supercup | EiffelTowers Den Bosch                                                     | 57–67 | Zorg en Zekerheid Leiden                                | Maaspoort, 's-Hertogenbosch                                                                 |  |
| 30 september 2012 15.00 Finale Supercup | DeJuan Wright (18) DeJuan Wright (10) Andre Young (4) en DeJuan Wright (4) |       | Arvin Slagter (16) Ross Bekkering (9) Arvin Slagter (5) | Kwartstanden: 8–17, 9–9, 27–13, 13–28 Scheidsrechters: E. Wallaart, N. Zwiep en M. Zegwaard |  |
| 30 september 2012 15.00 Finale Supercup |                                                                            |       |                                                         |                                                                                             |  |
|                                         |                                                                            |       |                                                         |                                                                                             |  |

| EiffelTowers Den Bosch | Zorg en Zekerheid Leiden |

| Supercup 2012                         |
| ------------------------------------- |
| Zorg en Zekerheid Leiden Tweede titel |